# Метзлер Банк
Банк Метзлер — частная банковская компания во Франкфурте, Германия. Metzler берет свое начало от торговой компании, основанной в 1674 году Бенджамином Метзлером во Франкфурте и является вторым старейшим банком Германии (после Berenberg Bank) и пятым старейшим банком в мире.
Банк Метзлер на протяжении всего времени принадлежит исключительно семье-основателю с самого момента его основания в 1674 году.
С 1971 года Фридрих фон Метзлер возглавляет банк в 11-м поколении как лично ответственного юридического лица партнера банка. В конце мая 2018 года он ушел из исполнительного комитета.

## История
Истоки банковского дома Метзлер восходят к торговой компании, основанной Бенджамином Метзлером в 1674 году. Имя B. Метзлер сеол. Sohn & Co. происходит от сына основателя компании Бенджамина Метзлера, который хотел вспомнить своего умершего отца этим именованием. Еще в конце 17-го века произошло соединение товарных и финансовых операций из-за значительной дистанционной торговой деятельности.

### 18 век
Первые денежные и обменные операции компании доказываются с 1728 года. В 1742 году сын основателя был избран в Совет Франкфуртской фондовой биржи Board. С тех пор владельцы банка почти непрерывно были представлены в руководяем органе Франкфуртской фондовой биржи и Немецкой биржи.
Развитие от торговли до банковского дела было в значительной степени завершено около 1760 года. В 1769 году Фридрих Метзлер стал партнером в семейном бизнесе, в 1771 году его лидером Он вступил в бизнес государственных облигаций. Он начался в 1779 году с кредита в пользу курфюршества Баварии. За ним последовал Пфальц в качестве должника в 1795 году Королевство Пруссия с кредитом в размере миллиона гульденов. Также клиентами Метзлера стали Saxe-Meiningen, дом Нассау, а также Оран-Нассау. Благодаря своим отношениям с Прусской палатой лордов ему было присвоено звание Королевского тайного торгового совета Пруссии.

### XIX век
К концу XIX века конкуренция с недавно сформированными акционерными банками привела к стратегической ориентации бизнеса на основные компетенции частного банка: отказаться от балансового бизнеса и сосредоточиться на индивидуальных финансовых услугах. Управление активами имеет особое значение.

### XX век
В начале XX века банк ограничил текущий счёт и кредитный бизнес. В то же время торговля ценными бумагами была намеренно расширена.
В 1938 году банк Метзлер участвовал в принудительной Ариизации Еврейских банков.
В целях обеспечения независимости в долгосрочной перспективе и укрепления капитальной базы компания была преобразована в 1986 году из партнерства в акционерное общество с ограниченной ответственностью. Это сохранило личную ответственность руководства, которая характерна для частного банка.
С тех пор различные сферы бизнеса находятся в ведении независимых дочерних компаний банка. В 1994 году была основана Компания Metzler GmbH, в которой консолидирован консалтинг по корпоративным финансам.
На развитие банка в 20-м веке во многом повлиял Альберт фон Метзлер.

### XXI век
В 2001 году одно отделение было открыто в Токио, а также в Пекине в 2009 году. В 2007 году банк Метзлер отметил свое 333-летие. Банк, который принадлежит исключительно семье основателя, опубликовал в консолидированной финансовой отчетности за финансовый год с 1 января 2017 года по 31 декабря 2017 года следующие цифры:
- Общий объем активов: 3,9 миллиарда евро
- Активы под управлением: 76 миллиардов евро
- Собственный капитал: 201 миллион евро
- Коэффициент капитала 1-го уровня: более 20%
- Чистая прибыль: 2,3 миллиона евро

Количество сотрудников выросло в 2017 году по сравнению с предыдущим годом на 4% до примерно 850. Банк хотел бы оставаться независимым. Слияние с другим частным банком, упомянутым деловой прессой, неоднократно и явно отвергалось банком.
В 2016 году было сообщено о собственном капитале более 200 миллионов евро.

## Сферы бизнеса
Банк Metzler фокусируется на обслуживании рынка капитала для учреждений и частных клиентов в своем основном бизнесе по управлению активами, рынками капитала, корпоративными финансами и частному банкингу. Клиентами Метзлер Asset Management являются Федеральное агентство и агентство государственных коммунальных услуг (Федеральное и государственное агентство коммунальных услуг). В дополнение к управлению активами для состоятельных частных лиц и институциональных клиентов, Метзлер также активно занимается бизнесом взаимных фондов.
Имея около 850 сотрудников, банк Metzler управляет филиалами или дочерними компаниями в Бедбурге (для региона Дюссельдорф / Кёльн), Гамбурге, Мюнхене, Штутгарте, Атланте, Дублине, Лос-Анджелесе, Пекине, Сиэтле, Токио и в Москве.

## Партнёры, несущие личную ответственность
В истории банка были активны личные партнеры, которые не были членами семьи Метзлер, в том числе:
- Иоганн Цвирляйн (1687-1698)
- Готфрид Мальс (1757-1771)
- Ганс Герман Решке (1982-1999)
- Эммерих Мюллер (с 2005 года)
- Харальд Илли (с 2012 года)
- Майкл Клаус (с 2012 года)
- Йоханнес Райх (2012-2017)
- Герхард Вишеу (с 2016 года)

## Внешние ссылки
- B. Metzler seel. Sohn & Co. KGaA
- Annual Report 2010